# 道の駅湯西川
道の駅湯西川（みちのえき ゆにしがわ）は、栃木県日光市にある国道121号の道の駅である。

## 施設
施設は野岩鉄道湯西川温泉駅と直結している。
- 駐車場
  - 普通車34台
  - 大型車5台
  - 身体障害者用3台
- トイレ
  - 男：大4、小8
  - 女8
  - 身体障害者用2
- 公衆電話
- 湯の郷湯西川観光センター
  - 売店
  - 飲食コーナー
  - 観光情報コーナー
  - 温泉施設
  - 足湯

## 管理者
指定管理者制度を導入しており、株式会社 湯の郷により運営されている。

### 経営状況
- 2012年度（平成24年度）は、収入が約155,000千円（事業収入および福島第一原子力発電所事故に伴う賠償金等）、支出が約152,000千円（人件費および管理費等）であり、若干の黒字であった[4]。
- 2011年度（平成23年度）は、収入が約154,000千円、支出が約155,000千円であり、若干の赤字であった[5]。
- 2010年度（平成22年度）は、収入が約177,000千円、支出が約175,000千円であり、若干の黒字であった[6]。

## ダックツアー
当駅を発着地として、水陸両用バスを使用し川治ダム湖の遊覧などを行う観光ツアーが、毎年7月から11月に行われている。
2006年（平成18年）に水陸両用バスのチャレンジャー号を用いて参加費が無料の体験試乗会を開催したことに始まり、2007年（平成19年）からは参加費を徴収する営業運行へと移行、2008年（平成20年）からは使用する車両を国産第一号で4WDの水陸両用バスであるLEGEND零ONE号へと変更して実施している。

## アクセス
- 栃木県道249号黒部西川線
  - 国道121号 - 登録路線
- 野岩鉄道会津鬼怒川線 湯西川温泉駅

## 周辺
- 五十里湖
- 葛老山登山口 - 駐車場裏から山頂 (1123.7m) までハイキング道が整備済み
- 湯西川温泉
- 日光市湯西川水の郷 - 当施設から自動車で15分[7]。温泉施設・足湯・食堂・土産物店があり、当施設と競合する[7]。